# 2006緯來女子職業撞球大賽
2006女子職業撞球大賽分站每站分ABCD四組，每組3人，交叉對戰，每組戰績第一之選手可晉級該站之冠軍戰。
分站冠軍賽由A組冠軍對上B組冠軍、C組冠軍對上D組冠軍。
再由兩方勝方爭奪分站冠軍。
年度總冠軍賽分成A、B兩組，每組4人，交叉對戰，預賽、複賽搶9局，冠亞軍搶11局，每組戰績第一、二名之選手可晉級之四強戰。
四強戰由A組第一齣戰B組第二，B組第一齣戰A組第二。
再由兩方勝方爭奪年度總冠軍。

## 第一站
| 組別 | 日期    | 選手                   | 分組第一 |
| A    | 7月24日 | 譚湘玲、林倍君、金佳映 | 譚湘玲   |
| B    | 7月31日 | 張舒涵、周婕妤、蘇憶雲 | 周婕妤   |
| C    | 8月7日  | 范瑞芳、玄知原、柳信美 | 柳信美   |
| D    | 8月14日 | 林沅君、賴慧珊、蔡佩真 | 賴慧珊   |

## 第一站分站冠軍賽
（8月21日）
| 場次 | 選手                 | 勝利者 |
| A1   | 譚湘玲 9 vs 6 周婕妤 | 譚湘玲 |
| A2   | 柳信美 9 vs 3 賴慧珊 | 柳信美 |
| A3   | 譚湘玲 9 vs 6 柳信美 | 譚湘玲 |

第一站
冠軍→譚湘玲、亞軍→柳信美
季軍→周婕妤、賴慧珊

## 第二站
| 組別 | 日期     | 選手                        | 分組第一    |
| A    | 10月16日 | 賴慧珊、詹雅庭、金佳映（ ） | 金佳映（ ） |
| B    | 10月23日 | 張舒涵、吳曉雯、譚湘玲      | 譚湘玲      |
| C    | 10月30日 | 高淑品、蔡佩真、柳信美      | 柳信美      |
| D    | 11月5日  | 周婕妤、玄知原（ ）、林沅君 | 周婕妤      |

## 第二站分站冠軍賽
（11月13日）
| 場次 | 選手                 | 勝利者 |
| A1   | 賴慧珊 3 vs 9 譚湘玲 | 譚湘玲 |
| A2   | 柳信美 9 vs 4 周婕妤 | 柳信美 |
| A3   | 譚湘玲 9 vs 5 柳信美 | 譚湘玲 |

p.s第二站A組冠軍金佳映應無法及時回國參賽，故由分組第二的賴慧珊遞補
第二站
冠軍→譚湘玲、亞軍→柳信美
季軍→賴慧珊、周婕妤

## 2006年度總冠軍賽

### 預賽
（2007年11月17日－2007年11月20日）
| 組別 | 選手                           | 分組第一 | 分組第二 |
| A    | 譚湘玲、賴慧珊、周婕妤、蔡佩真 | 譚湘玲   | 賴慧珊   |
| B    | 柳信美、林沅君、范瑞芳、張舒涵 | 柳信美   | 林沅君   |

### 決賽
{2007年11月21日）
| 場次 | 選手                 | 勝利者 |
| A1   | 譚湘玲 9 vs 3 林沅君 | 譚湘玲 |
| A2   | 柳信美 9 vs 6 賴慧珊 | 柳信美 |
| A3   | 譚湘玲 9 vs 8 柳信美 | 譚湘玲 |

p.s金佳映因為2006年多哈亞運事件被撞球協會封殺，故無法參加年度總冠軍賽
年度總冠軍→譚湘玲、亞軍→柳信美
季軍→賴慧珊、林沅君